# Adolphe Dugléré
Adolphe Dugléré (ur. 3 czerwca 1805 w Bordeaux, zm. 4 kwietnia 1884 w Paryżu) – francuski mistrz kuchni, uczeń Marie-Antoine Carême’a.

## Życiorys
Przed 1848 Dugléré pracował jako szef kuchni rodziny Rothschildów. W 1848 podjął się kierownictwa restauracji Les Frères Provençaux w Palais-Royal, czemu poświęcił kolejne 18 lat swojego życia.
Przełomowym momentem w jego życiu było objęcie w 1866 stanowiska szefa kuchni w Café Anglais, jednej z najbardziej prestiżowych restauracji paryskich. Rok później przygotowywał tzw. obiad trzech cesarzy (Dîner des trois empereurs), wydany na cześć cara Aleksandra II, jego syna i króla Prus Wilhelma I, którzy przybyli do Paryża na otwarcie Wystawy Światowej. Obiad, którego koszt zamknął się kwotą 1200 franków pozostaje jednym z najdroższych obiadów w historii.

## Kuchnia Duglérégo
Najbardziej znanym daniem, którego autorstwo przypisywane jest Duglérowi pozostaje potrawa z ziemniaków o nazwie pommes Anna, nazwana na cześć kurtyzany Anny Deslions. Przypisuje mu się także autorstwo potage Germiny, odmiany zupy szczawiowej, przygotowanej na cześć gubernatora Banku Francji, księcia de Germiny, a także pulardy Albufera (nazwanej na cześć marszałka Sucheta), sufletu angielskiego, culotte de bœuf a la Salomon i soli à la Dugléré. Kwestionowane jest natomiast autorstwo dania o nazwie tournedos Rossini, nazwanego na cześć słynnego kompozytora, które przypisywano także Escoffierowi. Sola à la Dugléré, która do dzisiaj jest jedną z najczęściej stosowanych sposobów przyrządzania tej ryby, wymaga duszenia ryby w wywarze rybnym, białym winie, mielonej cebuli, czosnku z dodatkiem posiekanej pietruszki.
Dugléré przyrządzał potrawy z najwyższej jakości składników, w pracy zaś unikał wszelkich używek. Swoim współpracownikom zakazywał palenia tytoniu także po pracy. Swojej wiedzy nie utrwalił w książkach kucharskich, ale jego notatki przechowuje Biblioteka Narodowa w Paryżu.